# Caryopteris
Caryopteris  é um gênero botânico da família Lamiaceae, originário da Ásia.

## Sinonímia
Cardioteucris

## Espécies
O gênero apresenta 29 espécies:
| Caryopteris aureoglandulosa  | Caryopteris bicolor     | Caryopteris chosenensis   |
| Caryopteris clandonensis     | Caryopteris divaricata  | Caryopteris esquirolii    |
| Caryopteris fluminis         | Caryopteris forrestii   | Caryopteris foetida       |
| Caryopteris glutinosa        | Caryopteris grata       | Caryopteris incana        |
| Caryopteris jinshajiangensis | Caryopteris mairci      | Caryopteris mastacantha   |
| Caryopteris mastacanthus     | Caryopteris mongholica  | Caryopteris nepalensis    |
| Caryopteris nepetaefolia     | Caryopteris nepetifolia | Caryopteris ningpoensis   |
| Caryopteris odorata          | Caryopteris ovata       | Caryopteris paniculata    |
| Caryopteris parvifolia       | Caryopteris siccanea    | Caryopteris sinensis      |
| Caryopteris tangutica        | Caryopteris terniflora  | Caryopteris trichosphaera |
| Caryopteris wallichiana      |                         |                           |

## Nome e referências
Caryopteris Bunge, 1835